# Liga
 Ovo je glavno značenje pojma Liga. Za druga značenja pogledajte Liga (razdvojba).
Liga, u športu, označava organizaciju športskih natjecanja u određenom športu. 
Naziv "liga" se najčešće koristi za momčadske športove, ne za pojedinačne.
Lige su često organizirane hijerarhijski, pa najbolji iz jedne lige prelaze u višu ligu, a najlošiji ispadaju u nižu. Ovaj se način natjecanja zove ligaški sustav, i uobičajeni je način natjecanja na nivou države u mnogim popularnim športovima kao što su nogomet, košarka. Ponekad se liga može podijeliti na više manjih grupa koje se najčešće nazivaju konferencije (kao u NBA) ili divizije.